# 施内伯尔峰

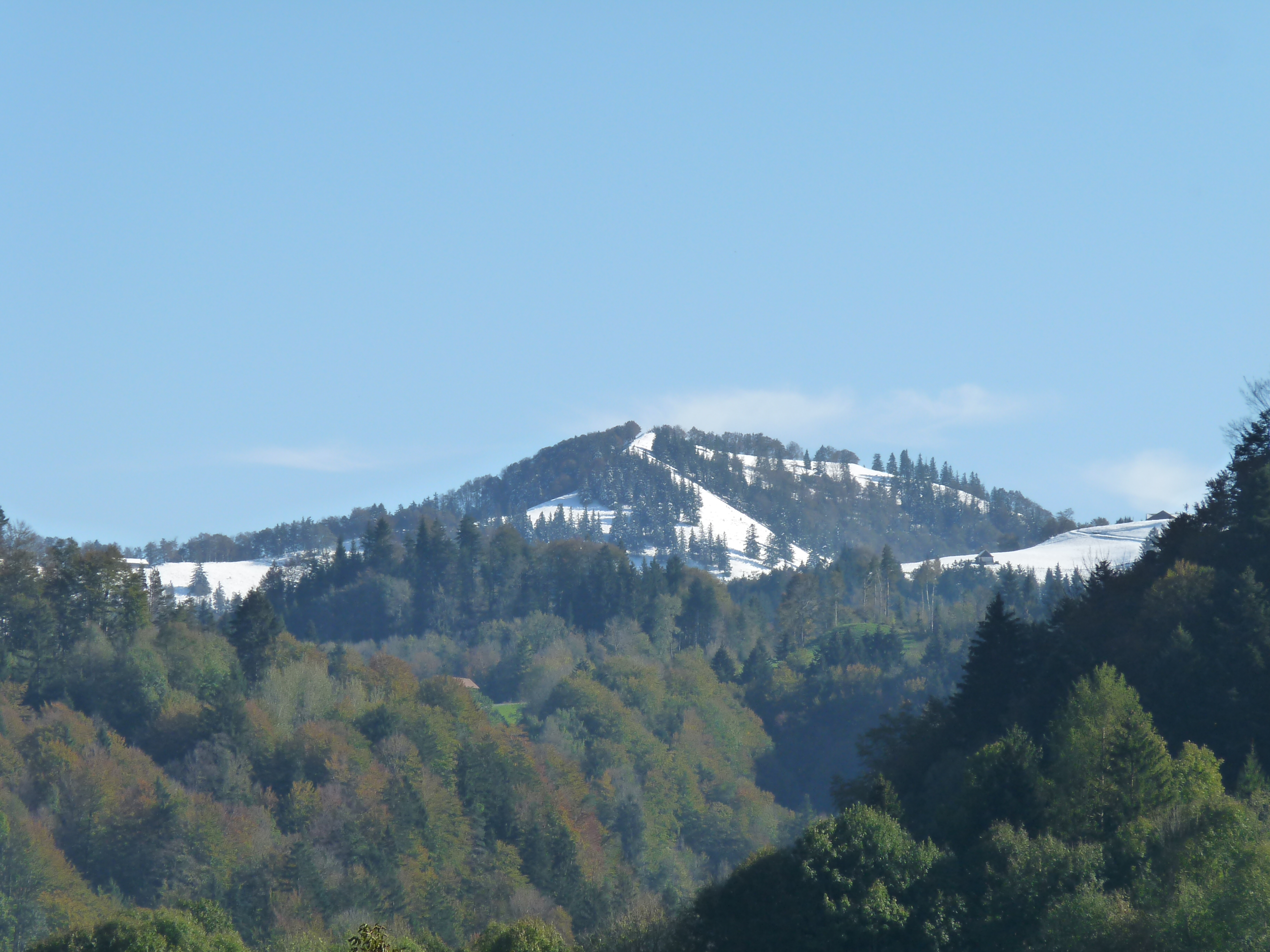

47°19′32″N 8°58′46″E / 47.325658°N 8.979582°E
施内伯尔峰（德語：Schnebelhorn）是瑞士苏黎世州的山峰，位於該國北部，距離赫希漢德山3公里，處於菲申塔爾附近，海拔高度1,292米，每年平均降雨量1,954毫米。